# Jameson Thomas
Jameson Thomas, de son vrai nom Thomas Jameson, est un acteur britannique né le 24 mars 1888 à Londres (Angleterre) et mort le 10 janvier 1939 à Sierra Madre (Californie).

## Biographie
Né à Londres en 1888, il joue au théâtre bien avant de faire ses débuts au cinéma, à 35 ans, dans Chu Chin Chow d'Herbert Wilcox (1923). Il passe rapidement à des premiers rôles, comme dans Laquelle des trois ? d'Alfred Hitchcock (1928).
À l'arrivée du cinéma parlant, Jameson Thomas est en Californie, où il a déménagé car le climat y est plus favorable pour sa femme Dorothy Dix, atteinte de tuberculose. Mais il sera limité désormais à des films de série B, ou à des seconds rôles comme celui de King Westley dans New York-Miami (It Happened One Night, 1934).
Il meurt de tuberculose à 50 ans.

## Filmographie
- 1923 : Chu Chin Chow de Herbert Wilcox : Omar
- 1924 : The Sins Ye Do de Fred LeRoy Granville : Capitaine Barrington
- 1924 : The Cavern Spider de Thomas Bentley : Spalding
- 1924 : Decameron Nights de Herbert Wilcox : Imliff
- 1924 : Chester Forgets Himself d'Andrew P. Wilson : Chester Meredith
- 1924 : The Drum de Sinclair Hill : Capitaine Bull
- 1925 : The Gold Cure de W.P. Kellino : Lansing Carter
- 1925 : The Apache d'Adelqui Migliar : Gaston d'Harcourt
- 1925 : A Daughter of Love de Walter West : Eden Brent
- 1925 : Afraid of Love de Reginald West : Philip Bryce
- 1926 : Jungle Woman de Frank Hurley : Stephen Mardyke
- 1926 : The Brotherhood de Walter West
- 1926 : The Hound of the Deep de Frank Hurley : "Black" Darley
- 1927 : The Antidote de Thomas Bentley : Gilbert Olives
- 1927 : Roses of Picardy de Maurice Elvey : Georges d'Archeville
- 1927 : Poppies of Flanders d'Arthur Maude : Jim Brown
- 1927 : Après la guerre (Blighty) d'Adrian Brunel : le chauffeur
- 1928 : The White Sheik de Harley Knoles : Westwyn
- 1928 : Weekend Wives de Harry Lachman : Henri Monard
- 1928 : Tesha d'Edwin Greenwood et Victor Saville : Robert Dobree
- 1928 : The Rising Generation de George Dewhurst et Harley Knoles
- 1928 : Laquelle des trois ? (The Farmer's Wife) d'Alfred Hitchcock : Samuel Sweetland
- 1929 : The Feather de Leslie S. Hiscott : Roger Dalton
- 1929 : Piccadilly de Ewald André Dupont : Valentine Wilmot
- 1929 : Power Over Men de George J. Banfield : Philippe Garnier
- 1929 : The Hate Ship de Norman Walker : Vernon Wolfe
- 1929 : Die Liebe der Brüder Rott d'Erich Waschneck : Robert
- 1929 : High Treason de Maurice Elvey : Major Michael Deane
- 1930 : Night Birds de Richard Eichberg : Lake
- 1930 : Extravagance de Phil Rosen : Morrell
- 1930 : Elstree Calling de André Charlot, Jack Hulbert, Paul Murray et Alfred Hitchcock
- 1931 : Chances d'Allan Dwan : Lieutenant Taylor
- 1931 : The Devil Plays de Richard Thorpe : Harry Forrest
- 1931 : Lover Come Back d'Erle C. Kenton : Yates
- 1931 : Convicted (en) de Christy Cabanne : Bruce Allan
- 1931 : Three Wise Girls de William Beaudine : Arthur Phelps
- 1931 : Night Life in Reno de Raymond Cannon : John Wyatt
- 1932 : Le Président fantôme (The Phantom President) de Norman Taurog : Jerrido
- 1932 : No More Orchids de Walter Lang : Prince Carlos
- 1932 : Escapade de Richard Thorpe : John Whitney
- 1932 : The Trial of Vivienne Ware de William K. Howard : Damon Fenwick
- 1933 : The Secret of Madame Blanche de Charles Brabin : Jones
- 1933 : The Solitaire Man de Jack Conway : Inspector Kenyon
- 1933 : Self Defense de Phil Rosen : Jeff Bowman
- 1933 : The Invisible Man de James Whale : docteur
- 1933 : Brief Moment de David Burton : Prince Otto
- 1934 : Bombay Mail d'Edwin L. Marin : Capitaine Gerald Worthing
- 1934 : Beggars in Ermine de Phil Rosen : James Marley
- 1934 : Stolen Sweets de Richard Thorpe : Barrington Thorne
- 1934 : Call it Luck de James Tinling : Colonel Sir Ridley Quigley
- 1934 : Jane Eyre de Christy Cabanne : Charles Craig
- 1934 : The Moonstone de Reginald Barker : Godfrey Ablewhite
- 1934 : The World Accuses de Charles Lamont : Jerome Rogers
- 1934 : The Scarlet Empress de Josef von Sternberg : Lieutenant Ovitsyn
- 1934 : A Lost Lady d'Alfred E. Green et Phil Rosen  : Lord Verrington
- 1934 : The Curtain Falls de Charles Lamont : Martin Deveridge
- 1934 : A Successful Failure d'Arthur Lubin : Jerry Franklin
- 1934 : A Woman's Man de Edward Ludwig : Roger Pentley
- 1934 : Sing Sing Nights de Lewis D. Collins : Robert McCaigh
- 1934 : C'est pour toujours Now and Forever de Henry Hathaway : Chris Carstairs
- 1934 : New York-Miami (It Happened One Night) de Frank Capra : King Westley
- 1934 : The Man Who Reclaimed His Head d'Edward Ludwig
- 1935 : The Lives of a Bengal Lancer de Henry Hathaway : Hendrickson
- 1935 : Rumba de Marion Gering : Jack Solanger
- 1935 : Mister Dynamite d'Alan Crosland : Carey Williams
- 1935 : Intelligence Service (The Last Outpost) de Charles Barton et Louis J. Gasnier : Cullen
- 1935 : Charlie Chan en Égypte (Charlie Chan in Egypt) de Louis King : Anton Racine
- 1935 : The Lady in Scarlet de Charles Lamont : Phillip J. Boyer
- 1935 : Coronado de Norman Z. McLeod : Carlton
- 1936 : Mr. Deeds Goes to Town de Frank Capra : Martin W. Semple
- 1936 : Lady Luck (en) de Charles Lamont : Jack Conroy
- 1936 : The House of Secrets de Roland D. Reed : Coventry
- 1937 : Girl Loves Boy de W. Duncan Mansfield : Lawyer Mack
- 1937 : The League of Frightened Men de Alfred E. Green : Michael Ayers
- 1937 : Parnell de John M. Stahl : Juge Nanan
- 1937 : Âmes à la mer (Souls at Sea) de Henry Hathaway : Pelton
- 1937 : The Man Who Cried Wolf de Lewis R. Foster : George Bradley
- 1937 : One Hundred Men and a Girl de Henry Koster : Russell
- 1939 : Death Goes North de Frank McDonald : Robert Druid